# Virgarina scopula
Virgarina scopula is een vlinder uit de familie van de Lycaenidae. De wetenschappelijke naam van de soort is voor het eerst geldig gepubliceerd in 1873 door Druce.